# Rio Ibicuí da Cruz
Pour les articles homonymes, voir Ibicuí (homonymie).
Le rio Ibicuí da Cruz est un cours d'eau brésilien de l'État du Rio Grande do Sul.

## Étymologie
Ibicuí est la transcription  d'un mot tupi-guarani signifiant « terre de sable », et da Cruz est une expression portugaise signifiant « de la Croix ».